# Atrévete a soñar
Atrévete a soñar è una telenovela messicana del 2009.

## Descrizione
È stata prodotta dall'azienda televisiva nazionale Televisa sotto concessione di Ideas del Sur. È un adattamento della telenovela argentina Il mondo di Patty. La serie ha come protagonista Danna Paola nel ruolo di Patito (Patty), il suo principe Eleazar Gómez nel ruolo di Mateo e come rivale Violeta Isfel nel ruolo di Antonella. Nei panni di Rodrigo c'è René Strickler ed in quelli di Ana c'è Vanessa Guzmán. La mamma di Antonella è interpretata da Cynthia Klitbo. La telenovela è iniziata l'8 marzo 2009 ed è finita il 7 marzo 2010, ha 261 episodi.

## Trama
La storia inizia con Anna e sua figlia Patricia, conosciuta semplicemente come Patito. Vivono a Guadalajara, una piccola città in Messico. Patito si innamora a prima vista di Mateo.
Poco dopo, Anna e Patito viaggiano per Città del Messico per degli esami medici. Qui vi è il direttore dell'ospedale, Rodrigo Peralta, che risulta essere il padre di Patito; all'inizio lo sapranno solo Anna e la sua amica, che poi dovranno abitare lì per il rimanente della serie. Rodrigo impara a cantare, e suggerisce a Patito di iscriversi alla scuola d'arte che è gestita da sua madre, il CAMP. Patito è d'accordo. Tuttavia, la situazione è complicata, perché Rodrigo è il fidanzato di Bianca. Bianca lo vuole sposare, anche se lui sa che è ancora innamorato di Anna. Alla fine Anna starà insieme a Rodrigo e Patito insieme a Mateo.
Qui ci saranno quattro gruppi: il gruppo delle Las Divinas, composto da Antonella, Fabiola, Paola, Kimy, Lucy, Nuria e Sophie, il gruppo delle Las Populares, composto da Patito, Catalina, Amaya, Marisol e Constanza, il gruppo dei Los Klásicos, composto da Mateo, Raymundo, Francisco e Roger e infine il gruppo dei Los Básikos, composto da Renzo, Axel e Iker.

## Brani
1. Mundo de Caramelo - Danna Paola
2. Te quiero tanto - Danna Paola
3. Voy a Enloquecer - Danna Paola
4. Ven - Roxana Puente
5. Fiesta - Danna Paola e Las Populares
6. Somos Populares Las Populares
7. Dame Corazón - Las Populares
8. Yo soy  - Violeta Isfel
9. Las Divinas - Violeta Isfel e Las Divinas
10. Estrella de Rock - Adriana Ahumanda
11. Mi Primera Canción - Ilean Almaguer e Roberto Carlo
12. Quiero Quedarme Aquí - Danna Paola e Eleazar Gómez
13. Pintando el Amor - Danna Paola e Eleazar Gómez
14. Super Stars - Violeta Isfel e Las Divinas
15. Peek a Book - Las Divinas e Las Populares
16. Solo La Mitad - Los Klásicos (K)
17. Amándote - Los Klásicos
18. Respiro en Ti - Los Basicos (B)
19. Y Te Extraño - Los K&B
20. Ya Te Conseguí - Los K&B
21. Welcome - Los K&B
22. Cuando me enamoro - Danna Paola e Eleazar Gómez
23. Maryposa y sol - Danna Paola
24. Todo y nada - Violeta Isfel

## Personaggi
Patricia "Patito" Castro Peralta, figlia di Ana e Rodrigo, nipote di Cristina. È la protagonista della serie e la capa delle Populares. È cresciuta senza sapere chi sia suo padre. È una ragazza semplice, con un gran cuore, cresciuta in un ambiente naturale e armonioso. Migliore amica di Catalina, Amaya e Marisol, nemica-amica di Antonella. Ha un cagnolino di nome Mateo, chiamato come un ragazzo che ha incontrato per caso e di cui si innamorò. I suoi due sogni sono incontrare suo padre e diventare una famosa cantante. Ragazza di Mateo, ex di Giovanni.
Antonella Rincón Peña, figlia di Bianca e Carlos (arriva nella seconda stagione), sorella di Ray, nipote di Rico. È la ragazza più popolare del CAMP, capa delle Divinas, si veste alla moda e porta sempre in mano una piuma. Ama cantare e ballare, il suo idolo è Madonna. Vuole essere famosa e odia perdere. Migliore amica di Paola, Fabiola e Lucy, rivale di Kimberly, nemica-amica di Patito. Non sopporta Catalina. Ragazza di Johnny, ex di Mateo e Iker.
Mateo Novoa, ragazzo di Patito, ex di Antonella e Laura, la giornalista. È dolce e gentile. È appassionato di calcio e gioca nella squadra dell'Azteca. Fratello di Catalina, figlio di Guillermo e Aura. A suo padre non piace che il figlio giochi a calcio. È inoltre il capo dei Los Klásicos. Migliore amico di Raymundo. Rivale di Giovanni.
Ana Castro, è la madre di Patito e moglie di Rodrigo. Conosce Rodrigo da molto tempo di cui, nonostante gli anni, è ancora molto innamorata. Nemica di Bianca, ex moglie di Renè. La sua consulente e migliore amica è Marina. È una donna molto agitata e irascibile, ma buona e gentile. Per 14 anni non ha mai rivelato a sua figlia chi fosse il suo vero padre. Lavora nel bar della scuola e vende alimenti e prodotti biologici.
Rodrigo Peralta, è un pediatra di appartenenza alla società e il padre di Patito. Marito di Ana, ex fidanzato di Bianca, Lucia e Corina. È un buon padre, sempre onesto e disponibile a tutti. Figlio di Cristina. Il suo migliore amico e collega di lavoro è Gustavo.
Bianca Pena Brizzi, è la madre di Antonella e Raymundo. È una donna bugiarda, ossessiva, senza scrupoli e sempre insoddisfatta. Ama solo i soldi. È perdutamente innamorata di Rodrigo e farebbe qualsiasi cosa pur di riaverlo. I suoi compagni di truffe e finti domestici sono Nina e Paulo. È divorziata, ma finge di essere vedova per ingannare Cristina, la madre di Rodrigo. Moglie di Carlos, ex di Rodrigo e Max Williams.
Cristina Peralta, è la madre di Rodrigo, nonché nonna di Patito. È la direttrice del CAMP, una donna di classe e considera suo figlio come un principe. È stata la causa della separazione di Rodrigo e Ana ed è assolutamente alleata con Bianca, che ha considerato come la moglie ideale per suo figlio.
Nina, si finge la cameriera di casa di Bianca, ma invece è una truffatrice insieme a Bianca e suo fratello Paulo. È il cervello del gruppo e ha sempre la soluzione ideale per tirare gli altri fuori dai guai. Odia gli animali, soprattutto i cani. Alla fine si fidanza con Román.
Paulo, il fratello di Nina, innamorato di Bianca, anche lui un truffatore. È un attore frustrato, ma anche un buon imitatore. Alla fine si fidanza con Electra.
René, è un uomo attraente e divertente, un attore di professione. All'inizio finge di essere il fidanzato di Ana, finché non si innamora veramente di lei. Si fidanza con Corina.
Amado "Amadeus" Cuevas/Marcelo (stagione 1), è un docente di musica al CAMP, ma nasconde un segreto: in realtà è il nipote di Cristina e quindi si finge professore per dirle la verità. Si fidanza con Vanessa e non sopporta Román.
Marina, è la migliore amica di Ana ed è la sua confidente, crede completamente in esoterismo. Infine adotta una bambina di nome Tamara, insieme a Gustavo.
Gustavo, è un uomo saggio e prudente. È un amico leale di Rodrigo e anche lui pediatra. Fidanzato di Marina.
Clarissa, è la madre divorziata di Paola e da allora è alla ricerca di un altro uomo. Amica di Victoria, Aura e Bianca.
Vanessa (stagione 1), è l'insegnante di ballo della scuola, severa con i suoi studenti. Fidanzata di Amadeus, ex di Román.
Las Populares
Catalina Novoa, è la sorella di Mateo. È la migliore amica di Patito, Amaya e Marisol. È l'antitesi di frivolezza e non sopporta la presunzione di Antonella. È molto simpatica, conflittuale, odia gli abusi e le ingiustizie. È fidanzata con Renzo, con cui avrà una romantica storia d'amore. Ex di Axel e Fran.
Amaya Villa Alba, migliore amica di Catalina e Marisol. È la pessimista del gruppo. Non le piace combattere la sua timidezza, ma non abbandona mai i suoi amici quando necessario. Ragazza di Raymundo, ex di Oliver. Nella seconda stagione scopre di essere adottata.
Marisol, è una ragazza dark, protettiva e leale, ama gli sport estremi ed è appassionata di film dell'orrore. Canta e balla bene, migliore amica di Patito, Catalina e Amaya. Innamorata di Roger, con cui avrà una relazione. Rivale di Constanza.
Constanza, accelerata, ha un problema d'asma, parlando sempre molto velocemente. È un po' nervosa, ma leale con i suoi amici. Infine si fidanzerà con Roger.
Las Divinas
Paola, è il braccio destro di Antonella, secondo membro delle Divinas. È molto compiaciuta, competitiva e invidiosa di Antonella, la prima a sparlarle dietro. Migliore amica anche di Fabiola e Lucy. Ragazza di Iker, ex di Fran e Juan Antonio.
Fabiola, alleata incondizionata di Antonella, della quale ammira la personalità, il modo di cantare e cavarsela nella vita. È romantica e un'autentica ragazza spendacciona. È la più buona delle Divinas. Ragazza di Fran, migliore amica di Antonella, Paola e Lucy.
Lucy, sexy e attraente, è la più audace del CAMP. Ama ballare e cantare. Può essere anche molto perfida ed egoista. Migliore amica di Antonella, Fabiola, Paola, Nuria e Sofi. Ragazza di Giovanni, ex di Axel e Renzo.
Nuria, pettegola, ma amichevole e onesta. Ama divertirsi ed è studiosa e disciplinata. Ragazza di Brad, migliore amica di Lucy e Sofi.
Sofi, è un po' frivola, vanitosa e civettuola. Ama la comodità e andare a far compere. Ragazza di Richie, migliore amica di Nuria e Lucy.
Kimberly Williams, si tratta di una ragazza attraente, molto fiduciosa di famiglia, è l'unica che può riuscire a sottomettere la presunzione di Antonella. È capricciosa, malvagia e non si ferma davanti a nulla. Ragazza di Axel, ex di Johnny e Ray. Migliore amica di Lucy.

## Riconoscimenti

### Premio Oye
| Anno | Categoria              | Nome programma    | Risultato |
| ---- | ---------------------- | ----------------- | --------- |
| 2009 | Migliore tema musicale | Mundo de caramelo | Vincitore |

### Premio TVyNovelas 2010
| Categoria                       | Nominato          | Risultato  |
| ------------------------------- | ----------------- | ---------- |
| Miglior attrice antagonista     | Cynthia Klitbo    | Nominata   |
| Migliore attrice co-antagonista | Violeta Isfel     | Vincitrice |
| Miglior attore giovanile        | Eleazar Gómez     | Nominato   |
| Migliore attrice giovanile      | Danna Paola       | Vincitrice |
| Rivelazione femminile           | Samanthi          | Vincitrice |
| Miglior tema musicale           | Mundo de Caramelo | Vincitore  |